# République de la malbouffe
Pour plus de détails, voir Fiche technique et Distribution.
République de la malbouffe est un documentaire français de Jacques Goldstein, sorti le 1er février 2012. Le sujet traite de la baisse de la TVA dans la restauration et du bon sens alimentaire.
Caviar pour les uns, malbouffe pour les autres : la République est en miettes. Cadeaux fiscaux et bas salaires, à la manœuvre Nicolas Sarkozy, grand prestidigitateur, qui a fait disparaître des caisses de l’État trois milliards d'euros par an sans que ni le consommateur ni le salarié s'en aperçoivent. République de la Malbouffe est une plongée dans ce régime en trompe-l’œil avec des lobbies mais sans Parlement, avec des restaurateurs mais sans cuisiniers, avec des paysans mais sans produits frais. Un régime nocif dont la devise pourrait être opacité, précarité, obésité.

## Fiche technique
- Titre : République de la malbouffe
- Réalisation : Jacques Goldstein
- Scénario : Jacques Goldstein d'après une idée originale de Xavier Denamur
- Durée : 72 min